# Monastère de Horezu
Le Monastère de Horezu (Monastère Hurezi) est un monastère orthodoxe en Roumanie.

## Histoire
Il a été fondé en 1690 par le Prince Constantin Brâncoveanu dans la Romanii de Jos, aujourd'hui la ville de Horezu, en Valachie (Roumanie). Il est considéré comme un chef-d'œuvre du « style Brâncovenesc », connu pour sa pureté et son équilibre architectural, la richesse de ses details sculptés, le traitement de ses compositions religieuses, ses portraits votifs, et ses peintures décoratives.
Le monastère a été inscrit par l'UNESCO sur la liste du patrimoine mondial.